# Tilia endochrysea
Tilia endochrysea är en malvaväxtart som beskrevs av Hand.-mazz.. Tilia endochrysea ingår i släktet lindar, och familjen malvaväxter. Inga underarter finns listade i Catalogue of Life.